# 2020-as Australian Open
A 2020-as Australian Open  az év első Grand Slam-tornája, amelyet 2020. január 20. – február 2. között 108. alkalommal rendeztek meg a Melbourne-ben található Melbourne Parkban. Az open erában ez volt az 52. Australian Open.
A tornát férfi és női egyes, páros és vegyes páros; junior fiú és lány egyes és páros; szenior férfi és női egyes és páros, valamint kerekesszékes férfi és női egyes és páros kategóriákban rendezték. Emellett meghívásos alapon a teniszlegendák számára is rendeztek férfi és női páros mérkőzéseket. A torna szponzora a korábbi évekhez hasonlóan a Kia Motors.
A címvédő a férfiaknál a hétszeres Australian Open-győztes szerb Novak Đoković volt, aki ezúttal is megvédte címét és nyolcadik Australian Open tornagyőzelmét szerezte meg. A nőknél a japán Ószaka Naomi volt az előző évi bajnok, akit azonban a fiatal amerikai Cori Gauff a 3. körben elütött a továbbjutástól. A bajnok az amerikai Sofia Kenin lett. A női párosban a Samantha Stosur–Csang Suaj ausztrál–kínai  kettős szerezte meg a trófeát az előző évben, miután a döntőben legyőzték a magyar Babos Tímea és a francia Kristina Mladenovic párosát. A magyar–francia páros ebben az évben 2018 után ismét megszerezte a trófeát.
A magyarok közül a férfiaknál Fucsovics Márton, a nőknél Babos Tímea a főtáblán indulhatott, Fucsovics a 4. körben Roger Federer ellen négy játszmában kapott ki, Babos Tímeának az első körön nem sikerült túljutnia. Jani Réka Luca és Bondár Anna a selejtezőből kísérelte volna meg a feljutást, de az első körben kiestek. Babos Tímea és Stollár Fanny párosban indult, Stollárék az első körben estek ki, míg Babos Tímea Kristina Mladenoviccsal párban a második kiemeltként indulhatott, és sorrendben harmadszor is a döntőbe jutottak, amit 2018 után most másodszor is megnyertek. A junioroknál Tóth Amarissza egyéniben az első, párosban a második körben esett ki, míg a fiúknál Fajta Péter csak egyéniben indult és a harmadik körig jutott.

## Világranglistapontok
A versenyen az elért eredménytől függően a világranglista állásába beszámító alábbi pontok szerezhetők.
| Eredmény           | Férfi egyes | Férfi páros | Női egyes | Női páros |
| ------------------ | ----------- | ----------- | --------- | --------- |
| Győzelem           | 2000        | 2000        | 2000      | 2000      |
| Döntő              | 1200        | 1200        | 1300      | 1300      |
| Elődöntő           | 720         | 720         | 780       | 780       |
| Negyeddöntő        | 360         | 360         | 430       | 430       |
| 16 között          | 180         | 180         | 240       | 240       |
| 32 között          | 90          | 90          | 130       | 130       |
| 64 között          | 45          | 0           | 70        | 10        |
| 128 között         | 10          | –           | 10        | –         |
| Főtáblára jutás    | 25          | 25          | 40        | –         |
| Selejtező (3. kör) | 16          | –           | 30        | –         |
| Selejtező (2. kör) | 8           | –           | 20        | –         |
| Selejtező (1. kör) | 0           | –           | 2         | –         |

## Pénzdíjazás
A torna összdíjazása 71 millió ausztrál dollár, (körülbelül 49,2 millió amerikai dollár), amely 13,6%-kal magasabb a 2019. évinél. A férfiak és a nők azonos mértékű díjazásban részesülnek. A torna egyéni győztesei 4 120 000 ausztrál dollárt (átszámítva 2 853 100 amerikai dollár), a döntősök 2 065 000 A$ (1 430 012 US$) kapnak. Az alábbiakban ausztrál dollárban olvashatóak az összegek, párosnál feleződik az egy főre jutó díjazás.
| Eredmény           | Egyes*       | Páros**                   | Vegyes páros**            |
| Győzelem           | 4 120 000 A$ | 760 000 A$                | 190 000 A$                |
| Döntő              | 2 065 000 A$ | 380 000 A$                | 100 000 A$                |
| Elődöntő           | 1 040 000 A$ | 200 000 A$                | 50 000 A$                 |
| Negyeddöntő        | 525 000 A$   | 110 000 A$                | 24 000 A$                 |
| 16 között          | 300 000 A$   | 62 000 A$                 | 12 000 A$                 |
| 32 között          | 180 000 A$   | 38 000 A$                 | 6250 A$                   |
| 64 között          | 128 000 A$   | 25 000 A$                 | –                         |
| 128 között         | 90 000 A$    | –                         | –                         |
| Selejtező (döntő)  | 50 000 A$    | *Nemenként **Csapatonként | *Nemenként **Csapatonként |
| Selejtező (2. kör) | 32 500 A$    | *Nemenként **Csapatonként | *Nemenként **Csapatonként |
| Selejtező (1. kör) | 20 000 A$    | *Nemenként **Csapatonként | *Nemenként **Csapatonként |

## Döntők

### Férfi egyes
- Novak Đoković –  Dominic Thiem 6–4, 4–6, 2–6, 6–3, 6–4

### Női egyes
- Sofia Kenin –  Garbiñe Muguruza 4–6, 6–2, 6–2

### Férfi páros
- Rajeev Ram /  Joe Salisbury –  Max Purcell /  Luke Saville 6–4, 6–2

### Női páros
- Babos Tímea /  Kristina Mladenovic–  Hszie Su-vej /  Barbora Strýcová 6–2, 6–1

### Vegyes páros
- Barbora Krejčíková /  Nikola Mektić –  Bethanie Mattek-Sands /  Jamie Murray 5–7, 6–4, [10–1]

### Juniorok
- Harold Mayot –  Arthur Cazaux 6–4, 6–1

#### Lány egyéni
- Victoria Jiménez Kasintseva –  Weronika Baszak 5–7, 6–2, 6–2

#### Fiú páros
- Nicholas David Ionel /  Leandro Riedi –  Mikołaj Lorens /  Kārlis Ozoliņš, 6–7(8), 7–5, [10–4]

#### Lány páros
- Alexandra Eala /  Priska Madelyn Nugroho –  Živa Falkner /  Matilda Mutavdzic 6–1, 6–2